# Anjō
Anjō (安城市, Anjō-shi) est une ville de la préfecture d'Aichi, au Japon.

## Géographie

### Situation
Anjō est située au centre de la préfecture d'Aichi, à environ 30 kilomètres au sud-est du centre de Nagoya.

### Municipalités limitrophes
| Chiryū           | Toyota | Okazaki |
| Kariya, Takahama | Anjō   | Okazaki |
| Hekinan          | Nishio | Okazaki |

### Démographie
En novembre 2019, la population de la ville d'Anjō était de 190 144 habitants répartis sur une superficie de 86,05 km2.

### Climat
La ville a un climat subtropical humide caractérisé par des étés chauds et humides, et des hivers relativement doux. La température moyenne annuelle est de 15,6 °C. La pluviométrie annuelle moyenne est de 1576 mm, septembre étant le mois le plus humide.

## Histoire
La ville moderne d'Anjō a été créée le 5 mai 1952.

## Culture locale et patrimoine

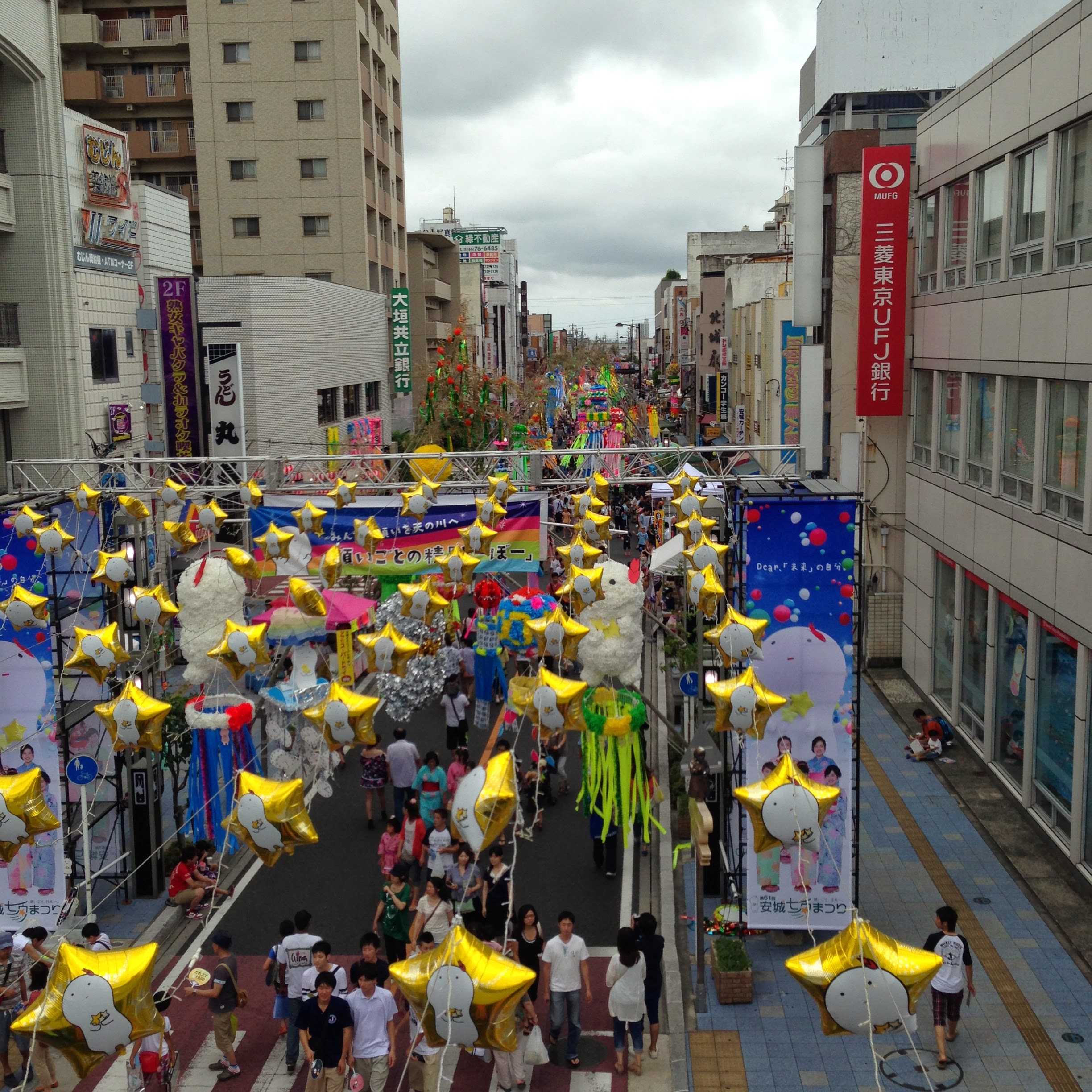
Anjō Tanabata matsuri.

La ville abrite le festival Anjō Tanabata matsuri (安城七夕祭り) qui dure trois jours.

## Transports
La gare de Mikawa-Anjō est l'un des arrêts de la ligne Shinkansen Tōkaidō. La ville est également desservie par les lignes classiques Tōkaidō (gare d'Anjō), Meitetsu Nagoya et Meitetsu Nishio (gare de Shin-Anjō).
Anjō est desservie par les routes nationales 1 et 23.

## Symboles municipaux
Les symboles municipaux d'Anjō sont le pin et la sauge (Salvia splendens).

## Personnalités liées à la ville
- Tohru Fukuyama (né en 1948), chimiste
- Ayumi Tanimoto (née en 1981), judokate
- Kazuchika Okada (né en 1987), catcheur